# Markkleeberg
Markkleeberg ist eine Große Kreisstadt im Landkreis Leipzig in Sachsen.

## Geographie
Die Mittelstadt Markkleeberg liegt am südlichen Rand von Leipzig im Landkreis Leipzig an der Pleiße.
Angrenzende Gemeinden sind neben Leipzig die Städte Böhlen und Zwenkau sowie die Gemeinde Großpösna.
Markkleeberg besteht aus folgenden Ortsteilen:
| - Gaschwitz (mit Kleinstädteln) - Gautzsch (Markkleeberg-West) - Großstädteln - Markkleeberg-Ost | - Oetzsch (Markkleeberg-Mitte) - Raschwitz - Wachau (mit Auenhain) - Zöbigker |

früher zudem:
- Cospuden
- Prödel

## Geschichte

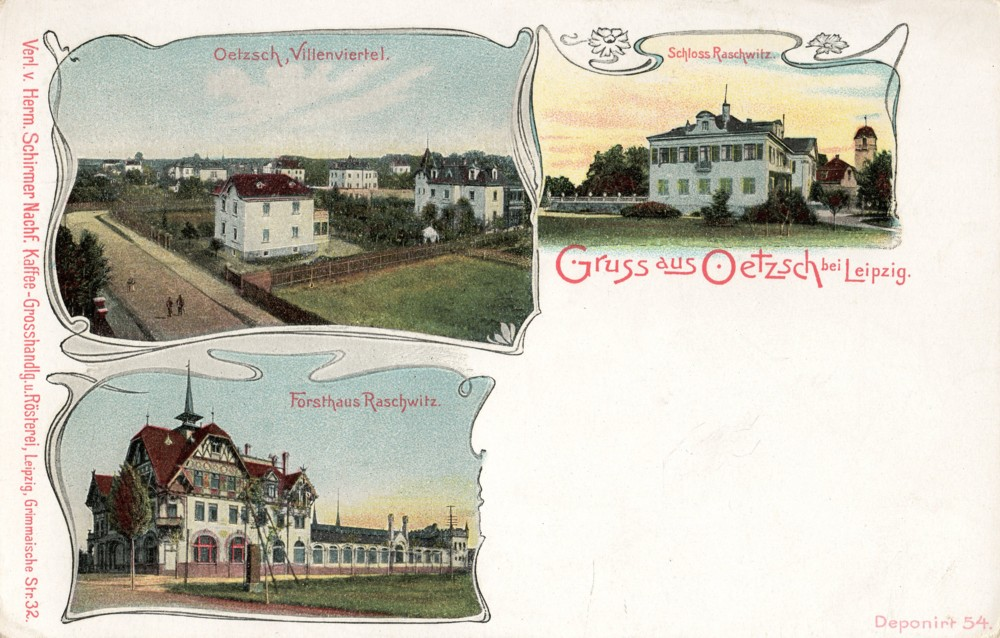
Gruss aus Oetzsch bei Leipzig (um 1900)

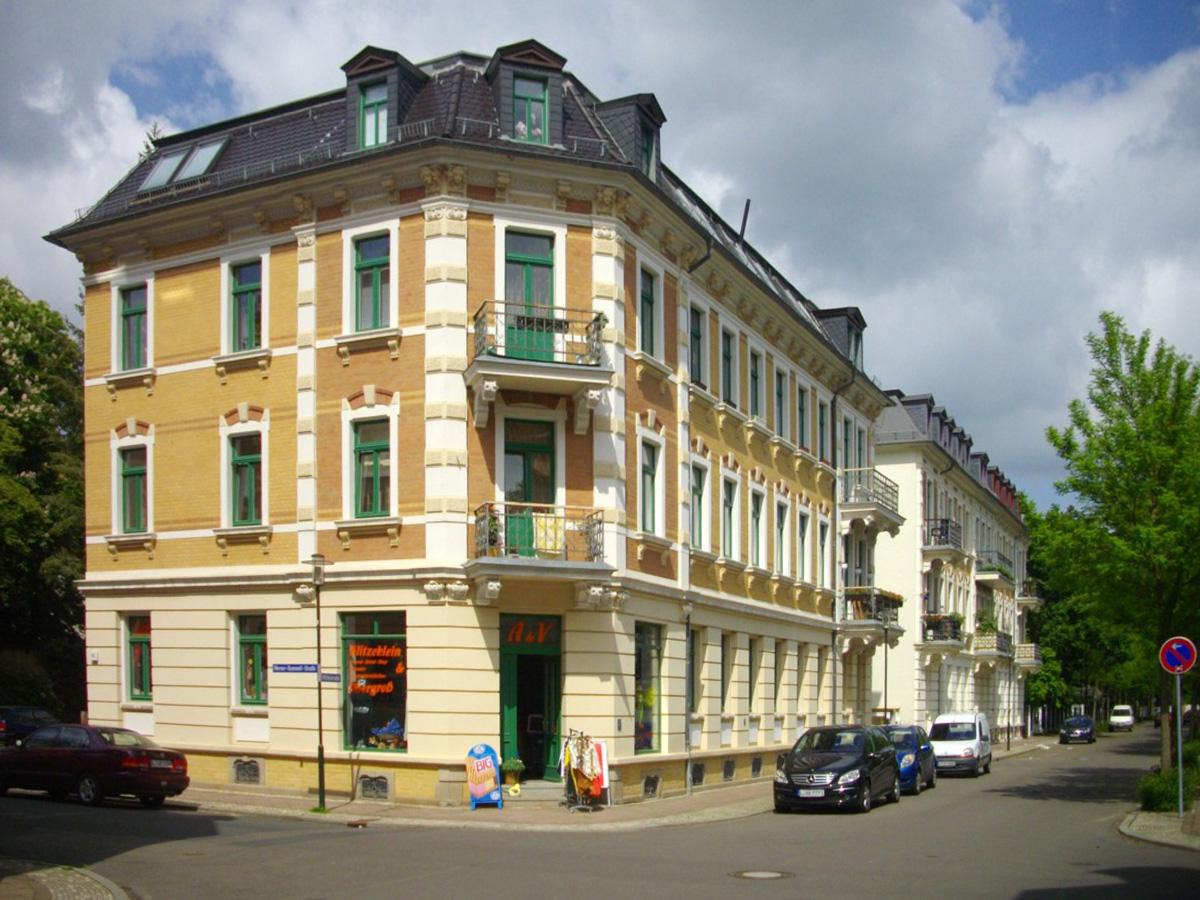
Gründerzeithäuser in Markkleeberg-Oetzsch

Die Stadt Markkleeberg wurde im Jahr 1934 als Zusammenschluss der Orte Oetzsch-Markkleeberg und Gautzsch gegründet. Da den Nationalsozialisten der Name der bei weitem größeren Gemeinde Gautzsch wegen seiner slawischen Herkunft nicht genehm war und sich auch der künstliche Vorschlag Auenwalde nicht durchsetzen konnte, wählte man als Namen der neuen Stadt den der kleinsten Ursprungsgemeinde Markkleeberg. Alle slawischen Namen der Ortsteile wurden getilgt, aus Gautzsch wurde Markkleeberg-West, aus Oetzsch mit dem eingemeindeten Raschwitz Markkleeberg-Mitte und aus Markkleeberg Markkleeberg-Ost. Trotz der Umbenennungen während der NS-Zeit sind die alten Ortsnamen bis heute bekannt und geläufig.
Später wurden die Ortschaften Großstädteln, Zöbigker (mit Prödel und Cospuden), Gaschwitz und Wachau eingemeindet, die ihre Namen aber behalten durften. Die vom Sächsischen Landtag bereits beschlossene Eingemeindung Markkleebergs nach Leipzig zum 1. Januar 1999 wurde durch eine erfolgreiche Klage Markkleebergs beim Sächsischen Verfassungsgericht im Jahr 1999 nicht vollzogen.
Am 16. Oktober 1813 war der Bereich Wachau ein Hauptschauplatz der Völkerschlacht, der verlustreichsten Schlacht der Befreiungskriege gegen Napoleon in Deutschland.
Während des Zweiten Weltkrieges existierte von September 1944 bis April 1945 im Wolfswinkel auf dem Flurstück 270 am Equipagenweg ein Frauenaußenlager des KZ Buchenwald für mehr als 1000 ungarische jüdische Frauen und Mädchen sowie 250 französische Widerstandskämpferinnen der Résistance, die für die Junkers Flugzeug- und Motorenwerke AG Zwangsarbeit verrichten mussten. Bereits ab Oktober 1943 war dort ein Barackenlager für Zwangsarbeiter errichtet worden, die in der Kammgarnspinnerei Gautzsch für den Motorenbau Zweigwerk Markkleeberg (von Junkers) arbeiteten. Bei Kriegsende war Markkleeberg alliierten Bomberangriffen ausgesetzt und wurde am 18. April 1945 von US-amerikanischen und nach deren Abzug am 24. Juni 1945 von sowjetischen Truppen besetzt.
In der DDR war Markkleeberg Sitz der Landwirtschaftsausstellung agra-Markkleeberg, wo u. a. die HO-Parkgaststätte Leipzig-Markkleeberg entstand.
Die südlich von Markkleeberg gelegenen Braunkohlentagebaue Espenhain, Zwenkau und Cospuden stellten zwischen 1990 und 1998 ihre Förderung ein und werden seither saniert und rekultiviert. Dabei wurden erneute archäologische Ausgrabungen auf dem bekannten paläolithischen Fundplatz Markkleeberg möglich. Mittlerweile sind in der Bergbaufolgelandschaft große Seen und ausgedehnte Waldgebiete mit hohem Freizeitwert entstanden.
Eingemeindung nach Leipzig
Bei der letzten sächsischen Gemeindegebietsreform sollte die Stadt Markkleeberg nach Leipzig eingemeindet werden, der Sächsische Landtag beschloss am 22./23. Juli 1998 die Eingemeindung von Markkleeberg. Daraufhin klagte die Stadt Markkleeberg am 11. September 1998 gegen diesen Beschluss vor dem Verfassungsgerichtshof des Freistaates Sachsen und der Verfassungsgerichtshof des Freistaates Sachsen bestätigte den Beschluss zum Erhalt der Selbständigkeit der Stadt Markkleeberg am 18. Juni 1999.
Eine Eingemeindung ist weiter im Gespräch. Solche Bestrebungen könnten sich jedoch als schwierig erweisen, da die Stadt inzwischen den Status einer Großen Kreisstadt und eine ausgeprägte eigene Infrastruktur besitzt.

## Bevölkerung
| Jahr | Einwohner |
| ---- | --------- |
| 1946 | 20.517    |
| 1950 | 20.130    |
| 1971 | 22.374    |
| 1981 | 20.622    |
| 1989 | 18.236    |

| Jahr | Einwohner |
| ---- | --------- |
| 2002 | 23.139    |
| 2005 | 23.806    |
| 2010 | 24.338    |
| 2015 | 24.240    |
| 2020 | 24.664    |

| Jahr | Einwohner |
| ---- | --------- |
| 2021 | 24.643    |
| 2022 | 25.416    |
| 2023 | 25.372    |
| 2024 | 25.331    |

ab 2002: Stand: 31. Dezember des jeweiligen Jahres (Angaben des Statistischen Landesamtes Sachsen), ab 2011 auf Basis des Zensus 2011, ab 2022 auf Basis des Zensus 2022
Die deutliche Zunahme der Einwohnerzahl 2002 ist auf Eingemeindungen zurückzuführen.

## Religion
Auf dem Gebiet des heutigen Markkleeberg bestanden seit der Reformation im ersten Drittel des 16. Jahrhunderts vier evangelische Pfarreien: Markkleeberg mit Meusdorf und Dölitz, Gautzsch mit Oetzsch, Raschwitz, Cospuden und Zöbigker, Großstädteln mit Gaschwitz und Großdeuben und schließlich Wachau. Gegenwärtig (2010) existieren drei evangelischen Kirchgemeinden: die Martin-Luther-Kirchgemeinde Markkleeberg-West, vormals Gautzsch, mit der Martin-Luther-Kirche, die Auenkirchgemeinde Markkleeberg-Ost mit Dösen und Dölitz, zu der auch die Johanniskirche in Dösen gehört, und die Kirchgemeinde Großstädteln-Gaschwitz. Die Kirchen in Wachau und Zöbigker sind in den 1940er Jahren ausgebrannt und heute Ruinen. Der Ortsteil Wachau gehört heute zur Leipziger Kirchgemeinde Probstheida. Zusammen haben die drei Markkleeberger Kirchgemeinden 3500 Mitglieder.
Am 20. Januar 2019 wurden die beiden bisher eigenständigen katholischen Pfarreien St. Peter und Paul Markkleeberg und St. Bonifatius Leipzig zusammengelegt und die Pfarrei St. Bonifatius Leipzig-Süd neu gegründet. Die Pfarrei gehört zum Bistum Dresden-Meißen und umfasst neben Markkleeberg und Leipzig auch die Städte Böhlen, Zwenkau und Pegau. In Markkleeberg selbst leben etwa 1100 Katholiken. Die Kirche St. Peter und Paul wurde 2000 gebaut und im März 2001 geweiht.

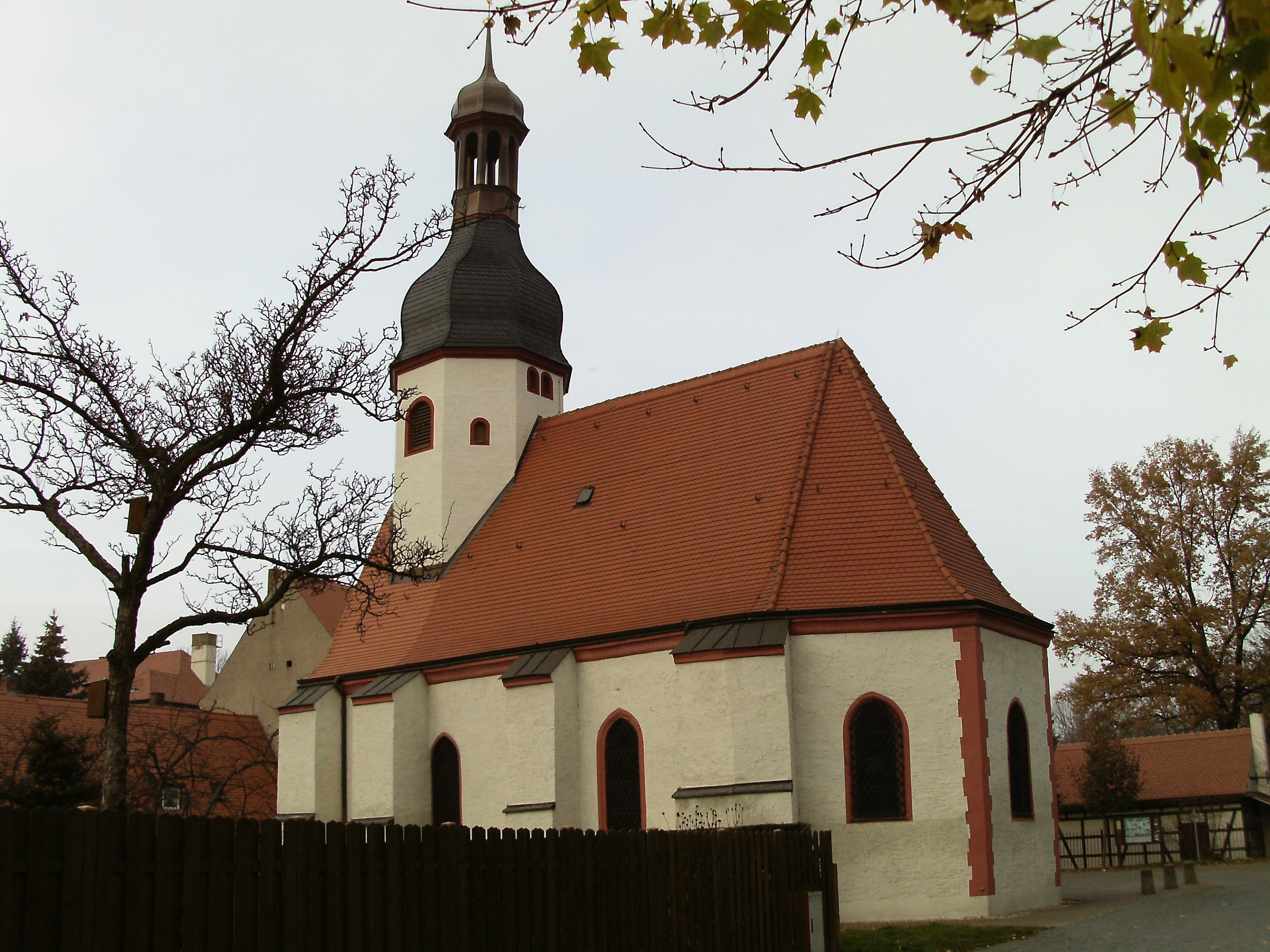
Auenkirche
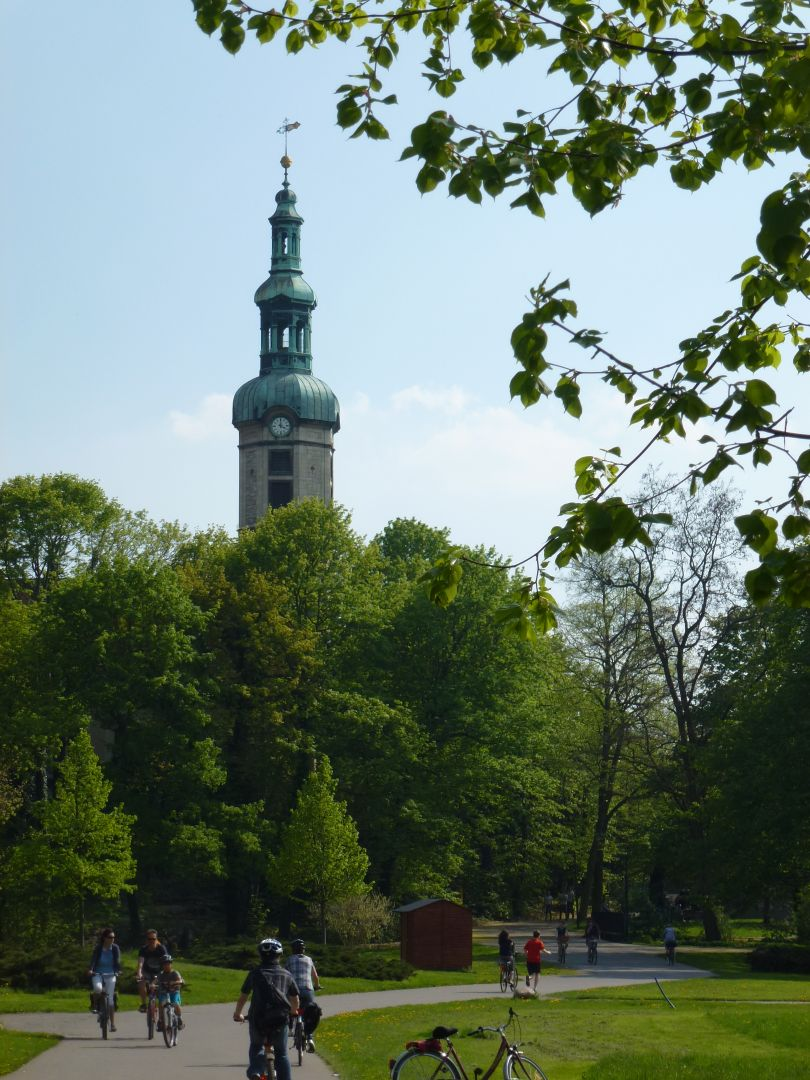
Turm der Martin-Luther-Kirche
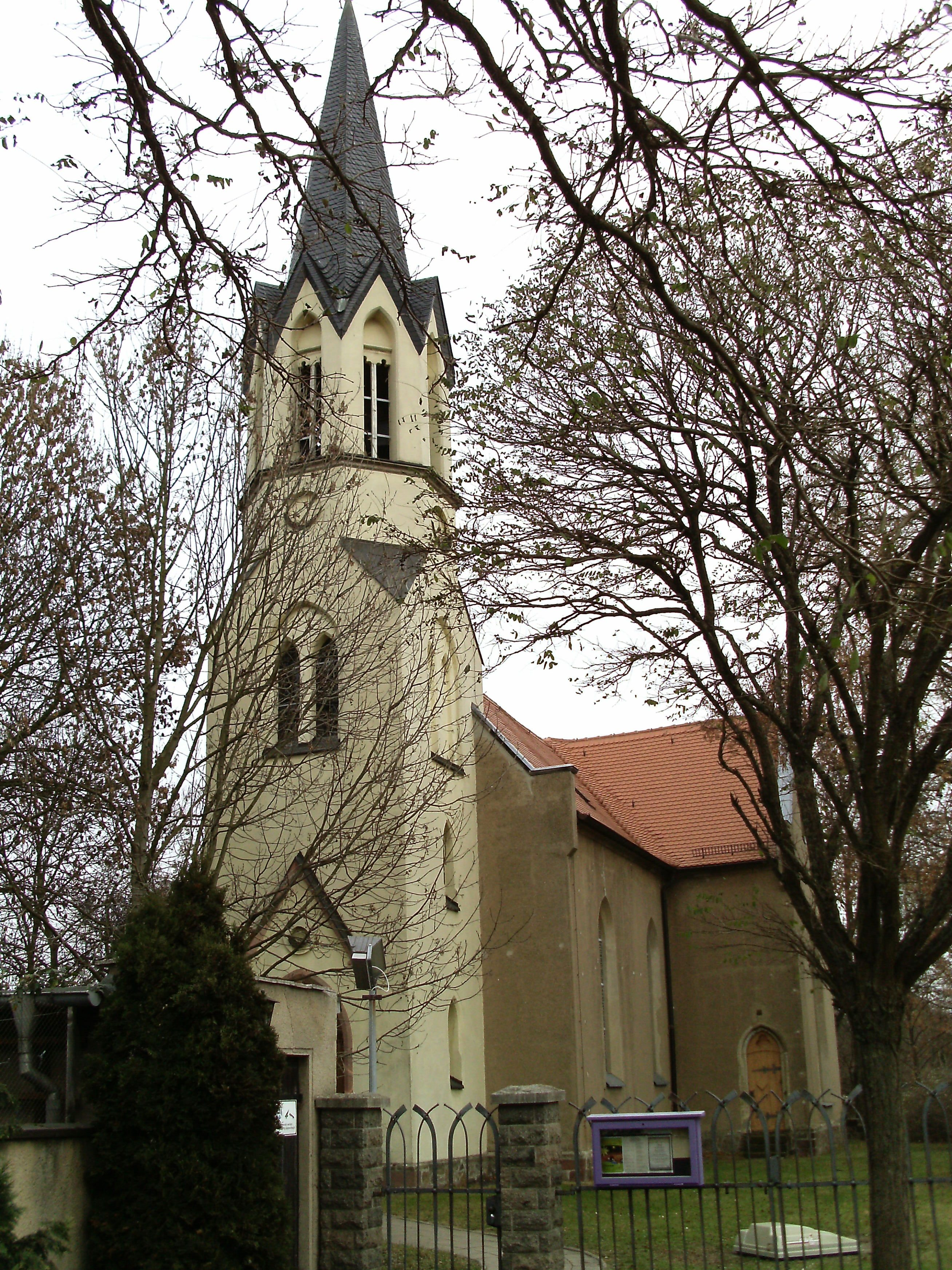
Kirche Großstädteln
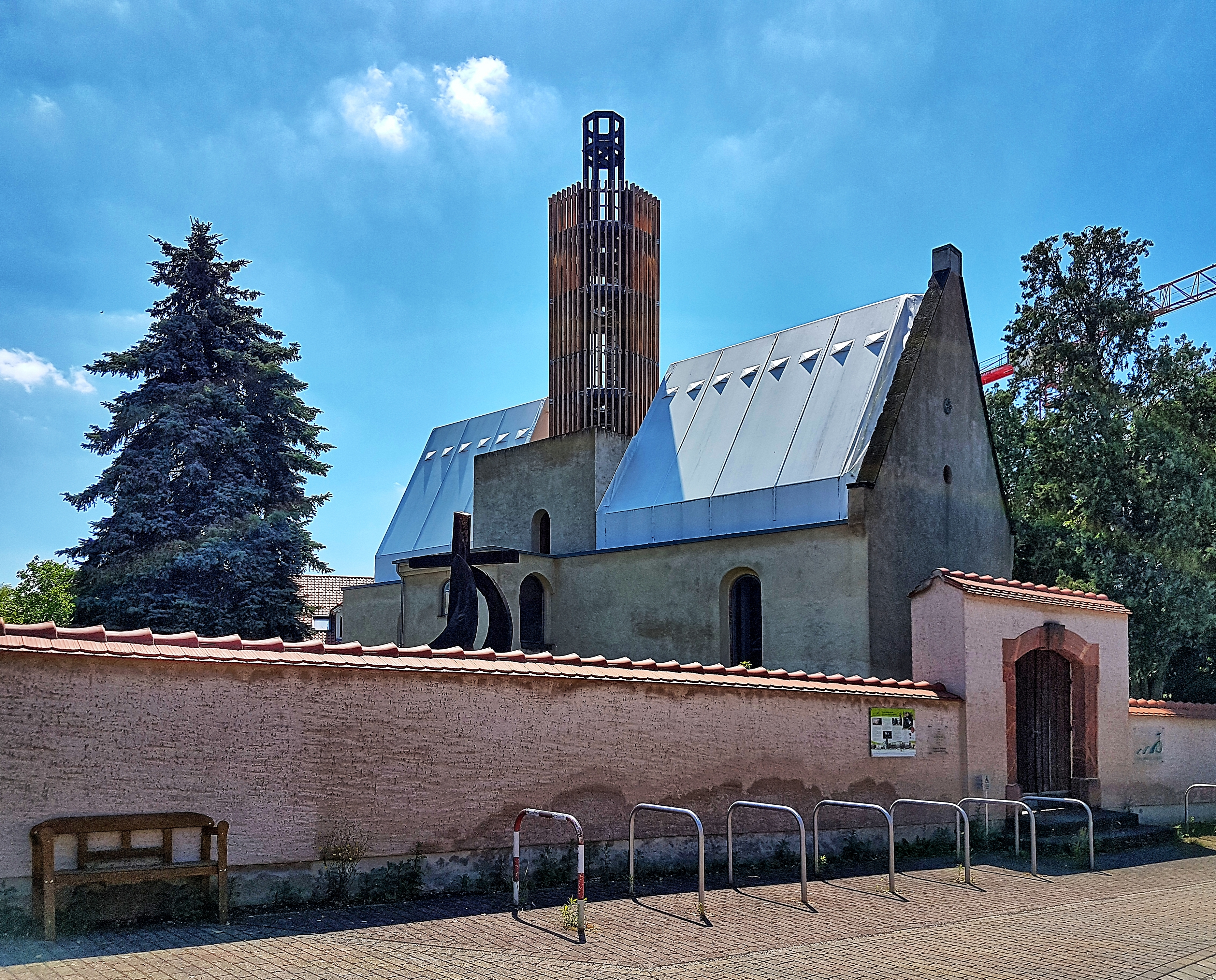
Fahrradkirche Zöbigker
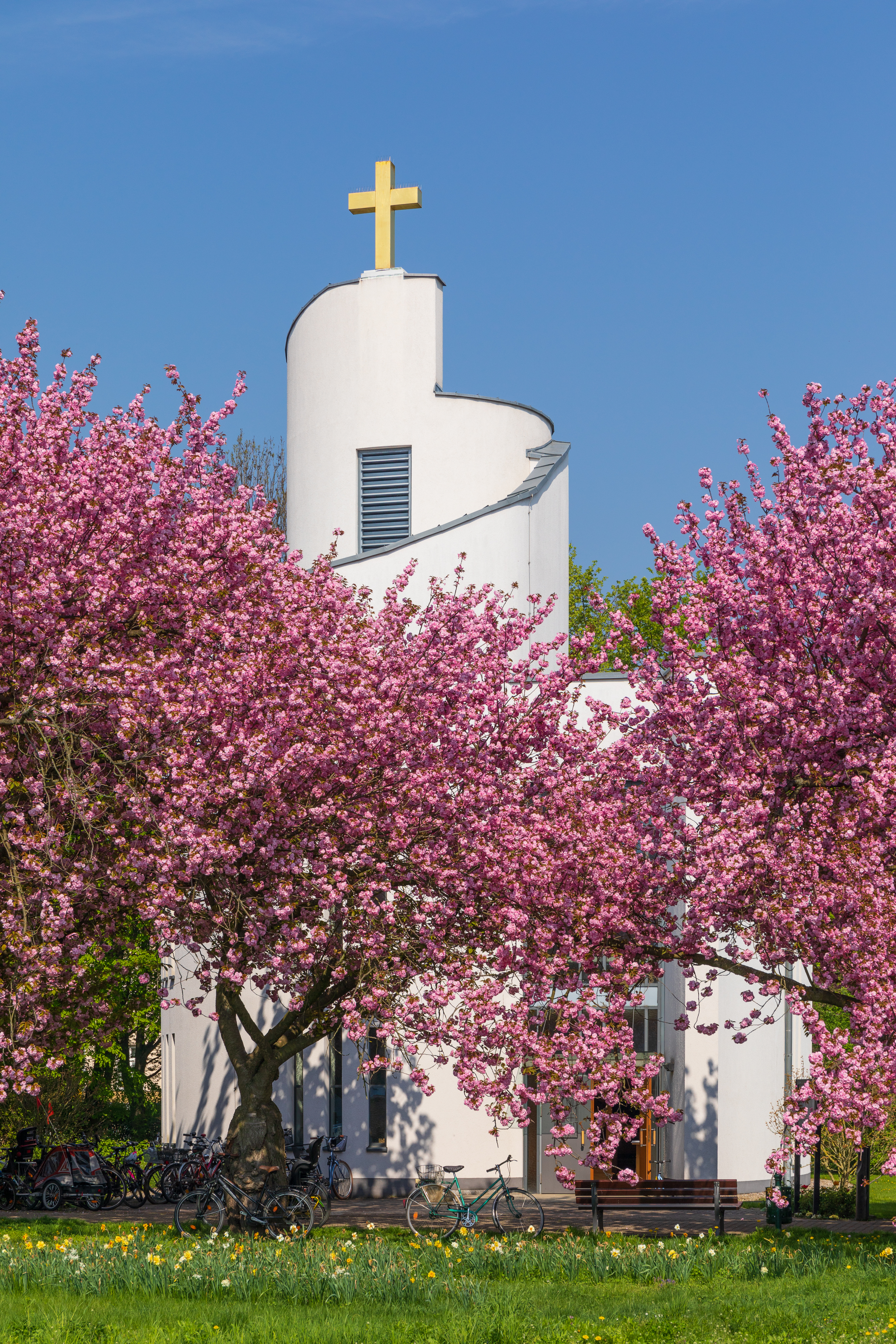
Katholische Kirche St. Peter und Paul

## Politik

### Stadtrat
Der Stadtrat von Markkleeberg besteht aus 26 Mitgliedern und dem Oberbürgermeister. Die Kommunalwahl am 9. Juni 2024 führte zu folgendem Ergebnis (frühere Wahlen sind unten aufgelistet):
| Liste                      | 2024   | 2024   | 2019   | 2019   | 2014   | 2014   |
| Liste                      | Sitze  | in %   | Sitze  | in %   | Sitze  | in %   |
| -------------------------- | ------ | ------ | ------ | ------ | ------ | ------ |
| CDU                        | 8      | 31,1   | 7      | 25,6   | 9      | 34,1   |
| SPD                        | 6      | 24,9   | 6      | 23,8   | 9      | 33,2   |
| AfD                        | 1      | 17,5   | 4      | 15,2   | –      | –      |
| Grüne                      | 3      | 11,3   | 4      | 15,8   | 3      | 11,3   |
| Linke                      | 2      | 5,9    | 3      | 12,0   | 4      | 15,8   |
| Markkleeberg kann's besser | 1      | 4,7    | –      | –      | –      | –      |
| FDP                        | 1      | 4,5    | 2      | 7,7    | 1      | 5,6    |
| Insgesamt                  | 22     | 100    | 26     | 100    | 16     | 100    |
| Wahlbeteiligung            | 70,3 % | 70,3 % | 64,8 % | 64,8 % | 47,9 % | 47,9 % |

Bei der Wahl 2024 entfielen auf die AfD fünf Sitze, von denen vier unbesetzt bleiben, weil die Partei nur einen Kandidaten nominiert hatte.

### Oberbürgermeister
- 1994–2013: Bernd Klose (SPD)[12]
- seit 2013: Karsten Schütze (SPD)[13]

Schütze wurde in der Oberbürgermeisterwahl am 20. September 2020 mit 66,8 % der gültigen Stimmen für eine weitere Amtszeit von sieben Jahren in seinem Amt bestätigt.
| Wahl | Bürgermeister   | Vorschlag | Wahlergebnis (in %) |
| ---- | --------------- | --------- | ------------------- |
| 2001 | Bernd Klose     | SPD       | 74,9                |
| 2008 | Bernd Klose     | SPD       | 64,2                |
| 2013 | Karsten Schütze | SPD       | 67,7                |
| 2020 | Karsten Schütze | SPD       | 66,8                |

### Wappen
Die Stadt Markkleeberg erhielt ihr Wappen am 29. April 1936.

Blasonierung: In Gold und Blau gespalten; vorn ein rot gezungter und bewehrter schwarzer und hinten ein rot gezungter in gold und silber geteilter Löwe, beide sind einander zugewandt.
Das Wappen lässt sich durch die Mark Meißen und das Pleißenland, das die Region prägte, begründen. Die Stadtfarben sind schwarz über gelb.

### Städtepartnerschaften
Die Stadt Markkleeberg hat fünf Partnerstädte. Der Austausch wird vom 2020 gegründeten „Verein Städtepartnerschaften Markkleeberg e. V.“ organisiert und gepflegt.
- Pierre-Bénite in Frankreich, seit dem 8. Dezember 1971
- Zărnești in Rumänien, seit dem 6. Juni 1991
- Neusäß in Deutschland, seit dem 23. Mai 1992
- Boville Ernica in Italien, seit dem 28. März 2005
- Hemmingen in Deutschland, nur Zusammenarbeit im Bereich des Sports

## Sehenswürdigkeiten und Kultur

### Bauten

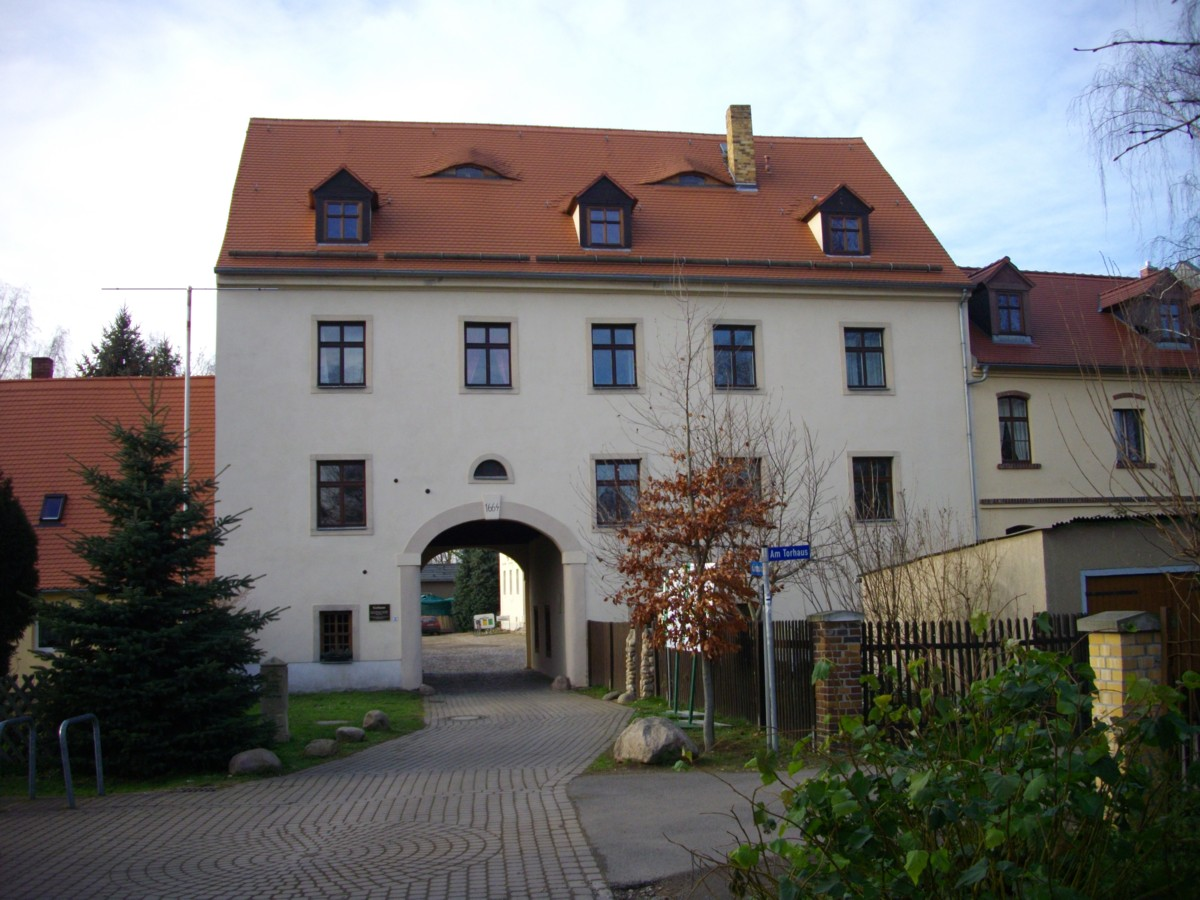
Torhaus Markkleeberg
1190 wird ein Bere de Cleberg im Vertrag über den Verkauf des Dorfes Altranstädt erwähnt. Das alte Adelsgeschlecht besaß hier eine Wasserburg, die später mit Rittergut und Schloss überbaut wurde. Ab 1350 wechselte der Besitz, 1592 fanden Calvinisten in Markkleeberg eine Zuflucht. Zu DDR-Zeiten war das Anwesen Neubauernstelle, Kinderkrankenhaus und Altersheim. 1996 übernahm es der Verein Historisches Torhaus zu Markkleeberg 1813 und eröffnete 1998 ein Museum. Dort wird die Geschichte des Torhauses, aber auch die Rolle des Ortes in der Völkerschlacht beleuchtet. Eine weitere Ausstellung befasst sich mit dem früheren Leben auf dem Lande. Weitere historische Räumlichkeiten werden für Veranstaltungen und private Zwecke genutzt.
Weißes Haus

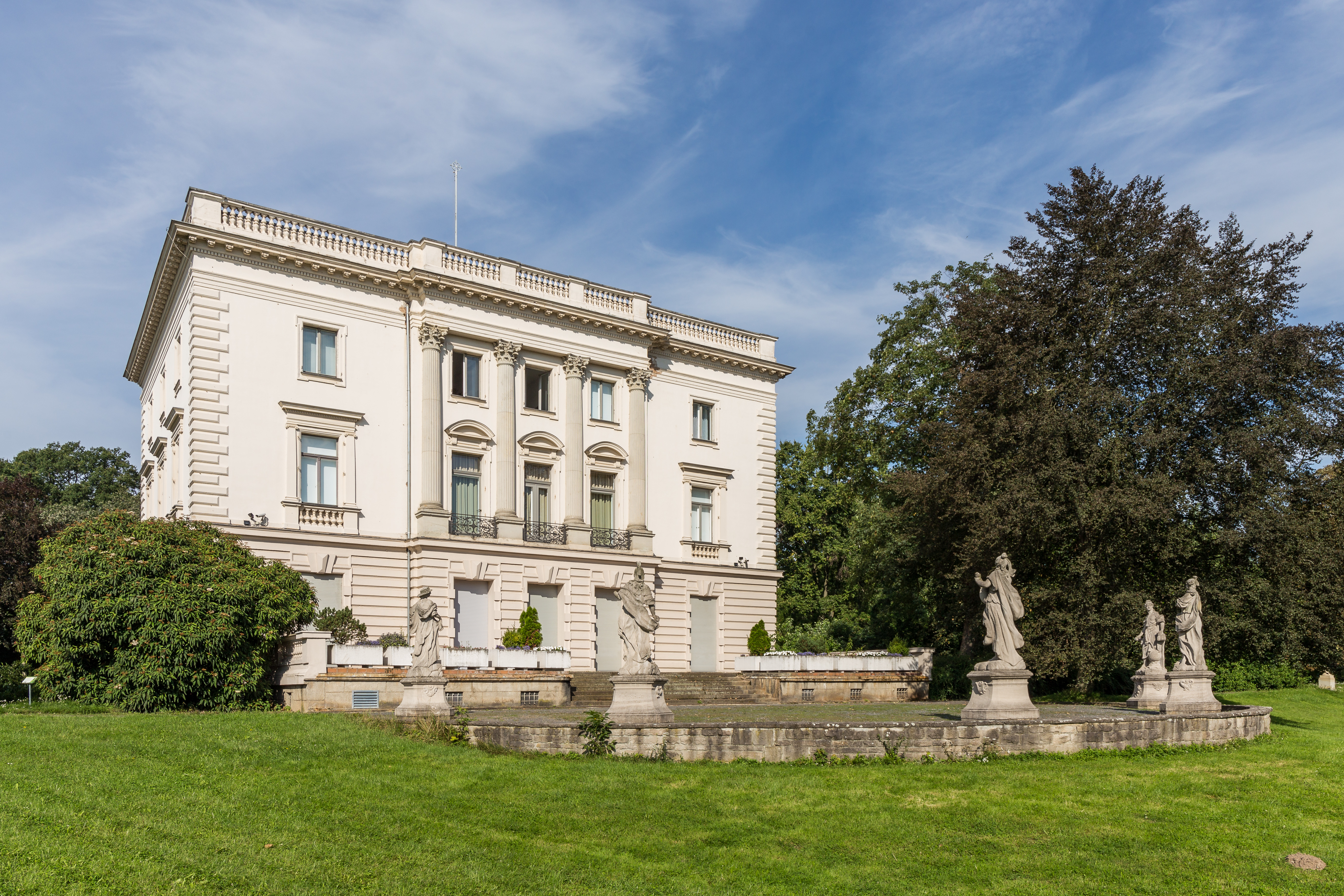
Weißes Haus im agra-Park

Paul Herfurth, ein bedeutender Zeitungsverleger und königlich württembergischer Konsul, erwarb im Jahr 1896 einen Teil des ehemaligen Raschwitzer Gutes. Zeitnah ließ er es zu einer neoklassizistischen Parkanlage verwandeln (heute agra-Park), mit Baumgruppen, idyllischen Parkteichen, Tempeln, Statuen und Säulengängen. Dazu entstand bis 1897 die weiße Villa mit ihrem imposanten vergoldeten Spiegelsaal.
Sie war dem Lustschloss Petit Trianon im Versailler Schlosspark nachempfunden, die Pläne stammten vom Gautzscher Baumeister Gustav Hempel. Die allegorischen Sandsteinfiguren des alten Raschwitzer Barockgartens säumten die Terrasse nach Osten. Als Herfurthsche Villa war sie bis zum Zweiten Weltkrieg Treffpunkt des Leipziger Kulturlebens. Im Krieg wurden Teile des Landratsamtes dorthin ausgelagert und in den Jahren 1945/46 fand sie als Untersuchungsgefängnis des sowjetischen Militärs und Geheimdienstes Verwendung. Die Häftlinge wurden häufig über Monate und zu Dutzenden in den engen Kellerräumen interniert. Bis 1981 nutzte die Verwaltung der Landwirtschaftsausstellung die nun Weißes Haus genannte Immobilie als Büro und nach einer gravierenden Umbaumaßnahme in den Jahren 1986/87 als Ministerunterkunft während der Landwirtschaftsausstellungen der DDR, auch bekannt als agra-Markkleeberg. Nach einer kurzen Nutzung als Hotel erwarb die Stadt Markkleeberg 1996 die Liegenschaft auf Markkleeberger Gebiet. Während der Bestrebungen zur Eingemeindung nach Leipzig 1999 ließ man es sich nicht nehmen, den Slogan „Das Weiße Haus steht in Washington und in Markkleeberg, niemals in Leipzig“ zu verbreiten.

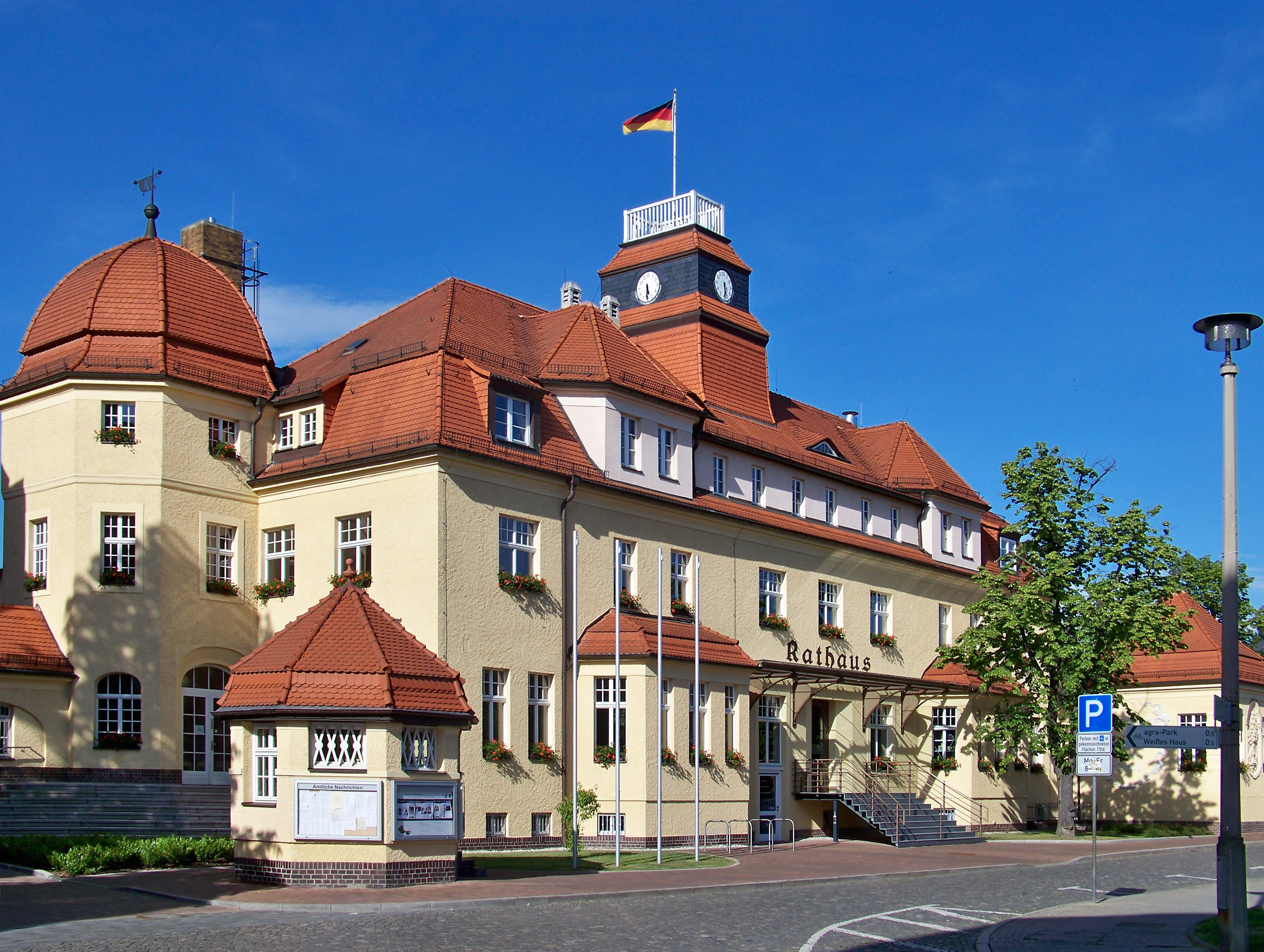
Rathaus Markkleeberg

Das Weiße Haus ist inzwischen wieder ein beliebter Ort für kulturelle Veranstaltungen und dient als Sitz des Amts für Kultur und Tourismus sowie als offizielles Standesamt der Stadt Markkleeberg.
Rathaus mit Lindensaal im Ortsteil Markkleeberg-Mitte/Oetzsch
Markkleebergs Rathaus wurde durch Umbau des vormaligen stattlichen Oetzscher Gasthofs Zur Linde errichtet, 1921 waren die Arbeiten dafür abgeschlossen. Es dient neben seiner Verwaltungsfunktion mit dem Großen Lindensaal als einer der wichtigsten Veranstaltungsorte für kulturelle Veranstaltungen in Markkleeberg. Seit 2009 finden hier auch regelmäßige Konzerte klassischer Musik des Leipziger Symphonieorchesters statt.

Westphalsches Haus
Das dreiflügelige Landhaus wurde 1926 vom Architekten, Maler und Publizisten Paul Schultze-Naumburg (1869 bis 1949) für den Generaldirektor der Thüringer Gasgesellschaft Carl Westphal entworfen und 1927 in neobarockem Stil erbaut. Von 1993 bis 2005 befand sich das Westphalsche Haus im Eigentum Markkleebergs und diente der Stadt und ihren Vereinen als kultureller Treffpunkt und Veranstaltungsort. Im Jahr 2007 wurde die untere Etage des Haupt- und des Ostflügels sorgfältig restauriert. 2005 wurde das Haus an einen privaten Investor verkauft.

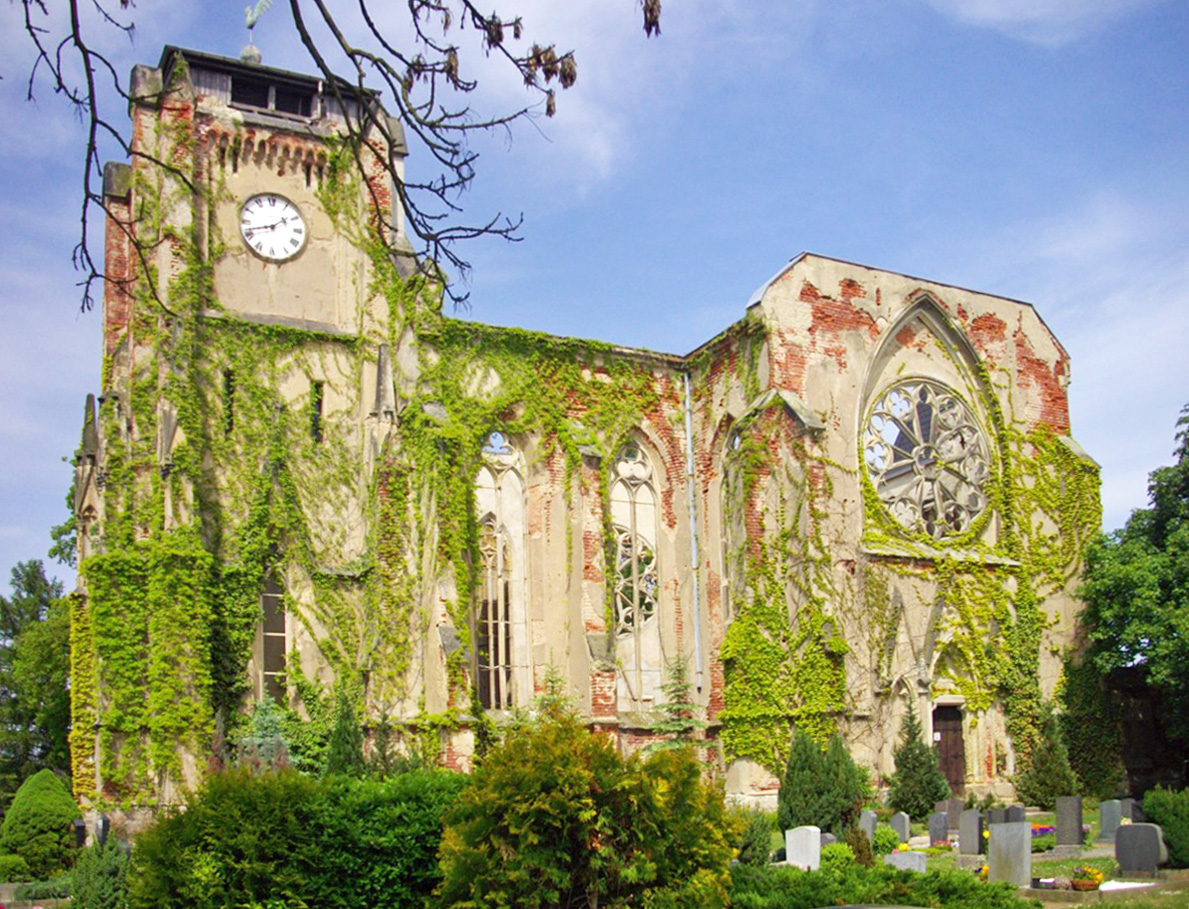
Kirchenruine Wachau
Die Pfarrkirche Wachau war die Hauptkirche des Ortes und drei weiterer Gemeinden im Umland. Sie wurde 1393 erstmals erwähnt und gehörte im 16. Jahrhundert dem Kloster Buch bei Grimma. Nach Orkanschäden aus dem Jahre 1867 wurde die Kirche durch Constantin Lipsius im neogotischen Stil wieder aufgebaut. Eine britische Luftmine und eine amerikanische Brandbombe verwüsteten das Gotteshaus im Zweiten Weltkrieg. Danach fanden zwar zunächst noch kirchliche Aktivitäten statt, der Erhaltungszustand wurde aber immer schlechter. Im April 1975 riss man Teile des Turmes ab und schüttete die Trümmer in das Kirchenschiff. Seither ist die Kirche eine Ruine, Mahnmal und Denkmal zugleich. Seit 1997 finden hier wieder Gottesdienste und Veranstaltungen statt. Bemerkenswert sind die erhaltenen Details, wie die Deckenbemalung im Altarbereich.

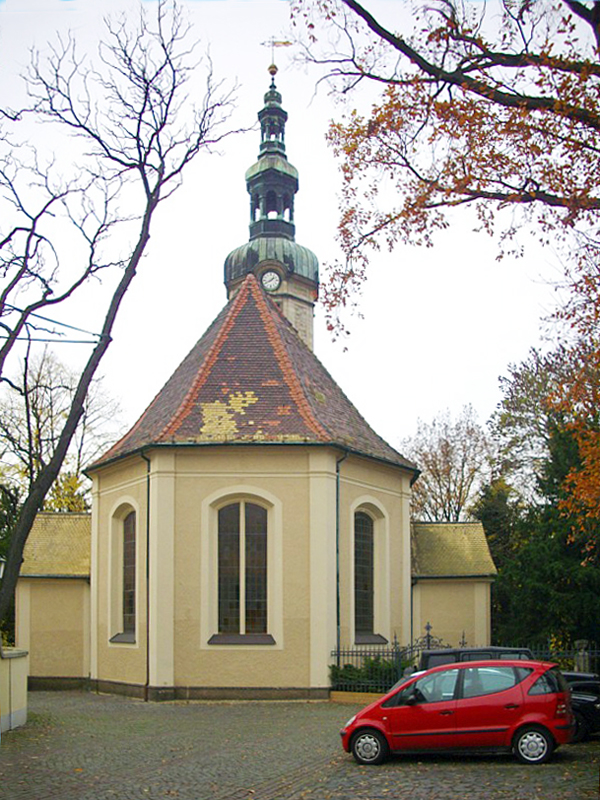
Martin-Luther-Kirche
Im alten Gautzscher Ortskern steht die Martin-Luther-Kirche. Sie wurde 1717 im barocken Stil erbaut und später vom Architekten Julius Zeißig umgestaltet. Der Innenraum bietet Platz für 400 Personen. Erwähnenswert sind der 2006 restaurierte barocke Kanzelaltar, die Herrschaftslogen, mehrere Epitaphien, der Taufstein aus Marmor und die 2014 neuerbaute Orgel. An der Außenwand der Kirche sind alte Grabsteine zu besichtigen. In der Martin-Luther-Kirche Markkleeberg wirkten als Kantoren: von 1923 bis 1963 Gustav Brand, von 1963 bis 1965 Eberhard Ludwig, von 1965 bis 2002 Helmut Packmohr, 2002–2008 Tobias Bantel und von 2008 bis 2010 Alexandra Skiebe (Interim) und seit 2010 Frank Zimpel (Belege: siehe Website der Kirchgemeinde, Markkleeberger Blätter Nr. 6 „Mit Pfeifen und mit Cymbeln schön“ Veröffentlichung der Stadt Markkleeberg, dort Auflistung aller Kantoren seit der Reformation)
Auenfriedhof

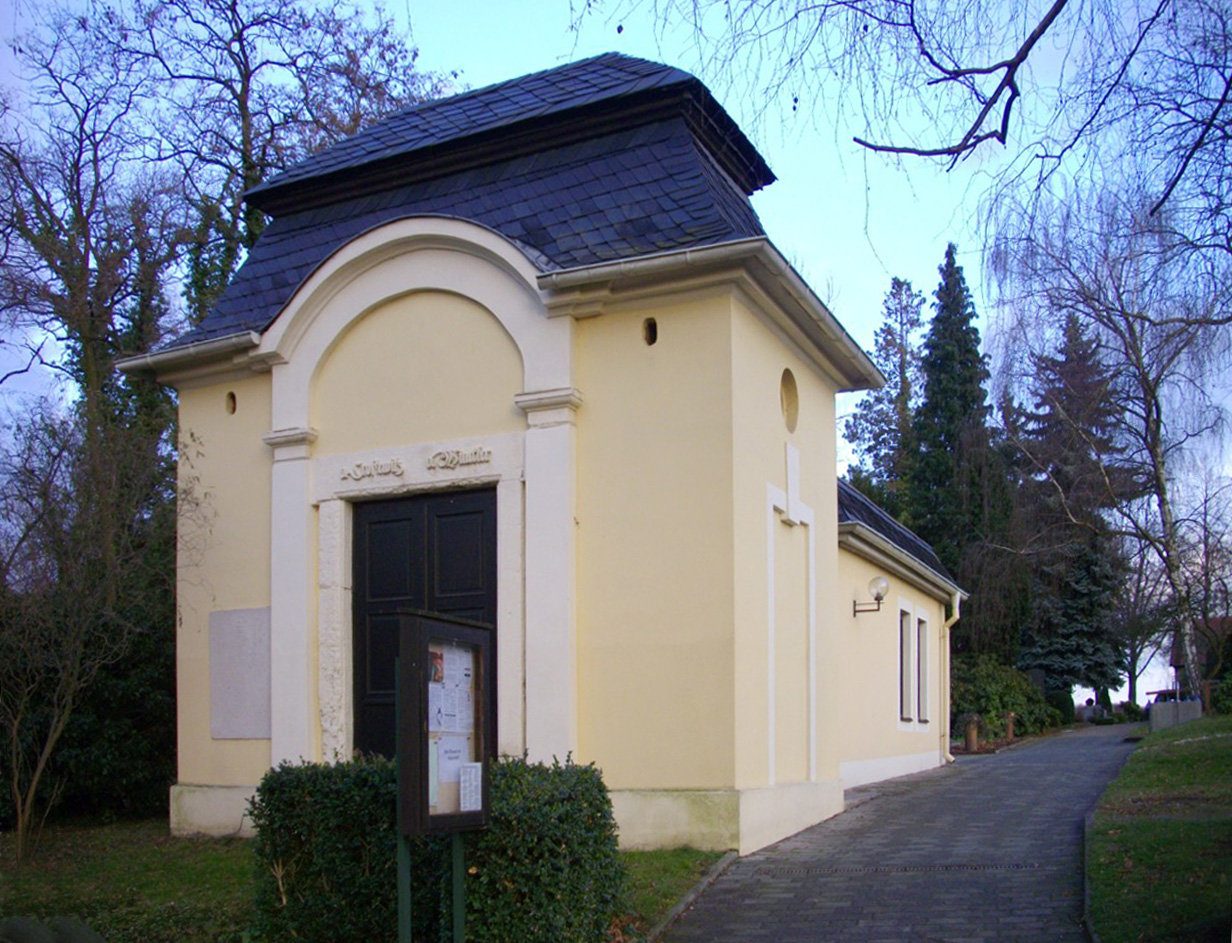
Grabkapelle auf dem Auenfriedhof

Am Rande von Markkleeberg-Ost befindet sich an der Dösener Straße der Auenfriedhof. Er besteht bereits 500 Jahre und ist einen dreiviertel Hektar groß. Die Anlage weist trotz ihrer Überschaubarkeit eine Reihe von Besonderheiten auf. Von den 926 Grabstellen sind 475 Grabdenkmäler und 30 stehen unter Denkmalschutz. Viele der Gräber sind sehr alt und wurden künstlerisch gestaltet. Als weitere Eigenheiten sind die Grabkapelle und ein großer Baumbestand zu nennen.

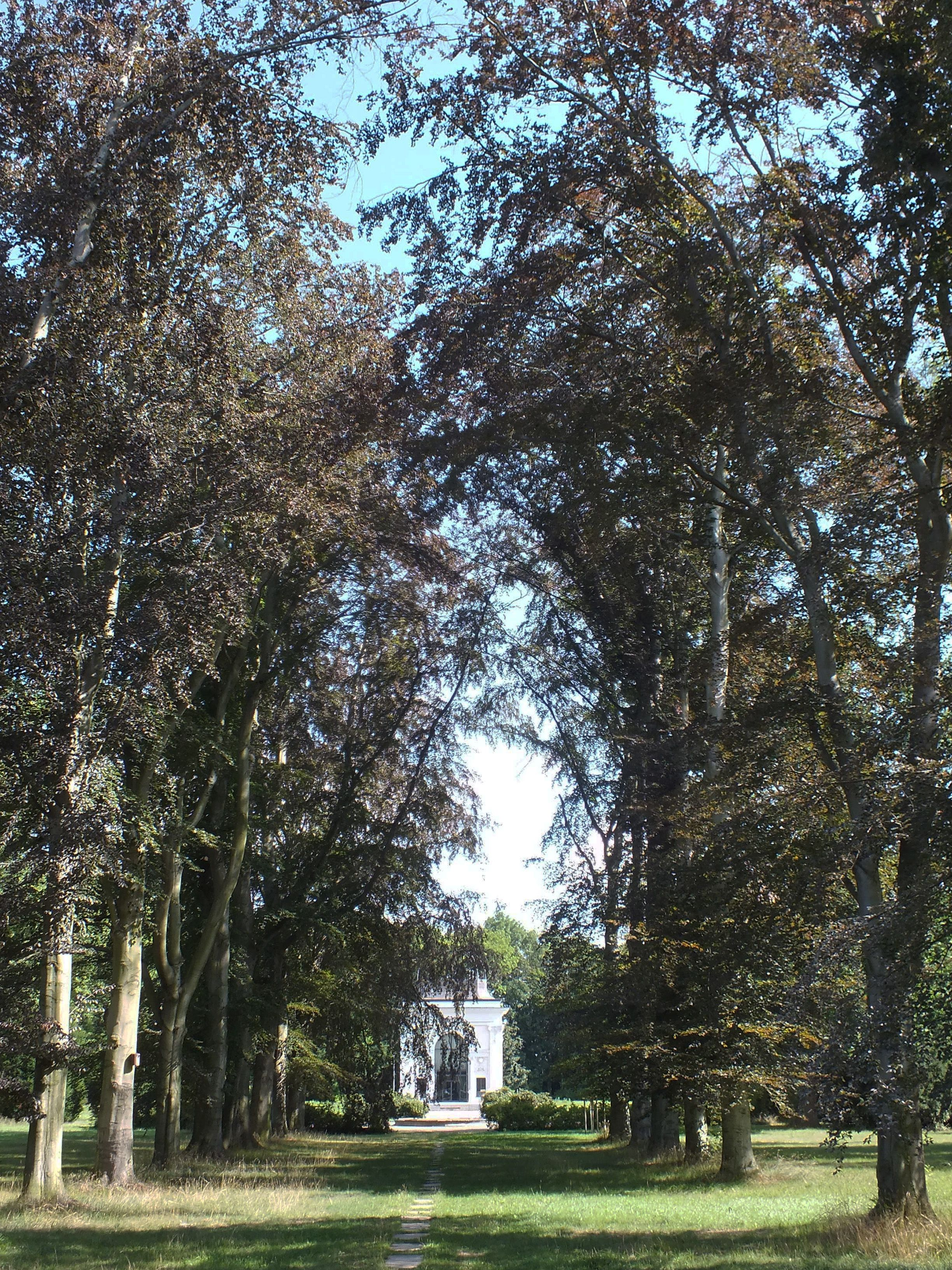
Kees'scher Park Blutbuchenallee
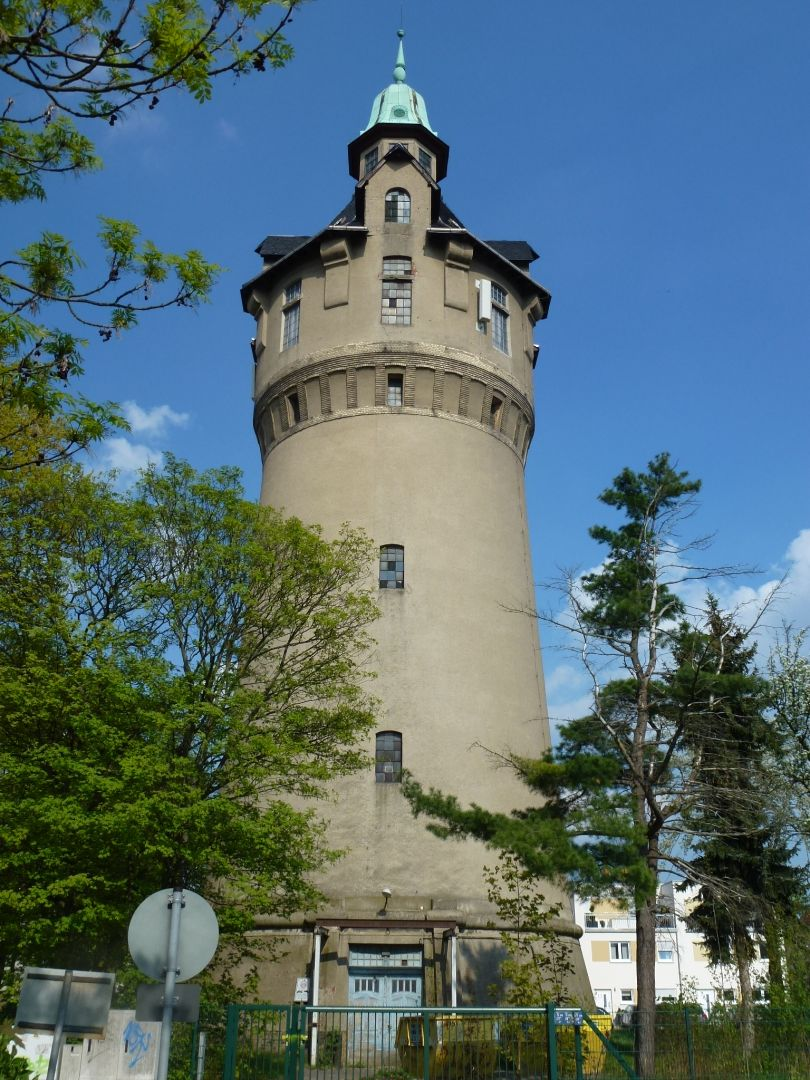
Wasserturm

Kees’scher Park
Der Kees’sche Park ist der Park eines ehemaligen Gutes der Familie Kees in Gautzsch, das die Familie 1861 erworben hatte.
Wasserturm
Der Wasserturm auf der höchsten Stelle der Oetzscher Flur dominiert die Stadtsilhouette Markkleebergs. Er wurde 1902 errichtet, um die Wasserversorgung der Stadt zu sichern. Heute befinden sich in ihm Wohnungen.

### Gedenkstätten
- Gedenktafel am Equipagenweg zum Gedenken an die Frauen des KZ-Außenlagers Markkleeberg.[18]
- Gedenkstein am Rathausplatz für alle Opfer des Faschismus
- Liste der Stolpersteine in Markkleeberg

### Natur
Das Stadtgebiet von Markkleeberg ist von mehreren Park- und Gartenanlagen geprägt, zum Beispiel der agra-Park und der Kees’sche Park. Der agra-Park war Standort der Landwirtschaftsausstellung in der DDR. Auf dem Gelände befinden sich Spazierwege, Blumenbeete, Pavillons, die Spreewaldschänke, die palaisartige Parkgaststätte und das Weiße Haus. Im Norden grenzt mit dem Wildpark Leipzig-Connewitz ein beliebtes Naherholungsgebiet an den Ortsteil Raschwitz. Neben Rot-, Dam- und Muffelwild sind hier auch Luchse, Fischotter, Wildkatzen, Waschbären und andere Tierarten zu sehen. Auf dem Gelände des agra-Parks, unweit des Weißen Hauses, befindet sich seit dem August 2013 auch das Deutsche Fotomuseum. In den Dauerausstellungen werden ca. 800 Exponaten auf ca. 1.500 m² Fläche gezeigt, davon rund 500 Fotografien (inklusive der zwei Sonderausstellungen) und ca. 300 Kameras. Im Osten der Stadt befindet sich die Weinteichsenke als eine der letzten Pleißenbachauen mit seltenen Vogel- und Pflanzenarten.

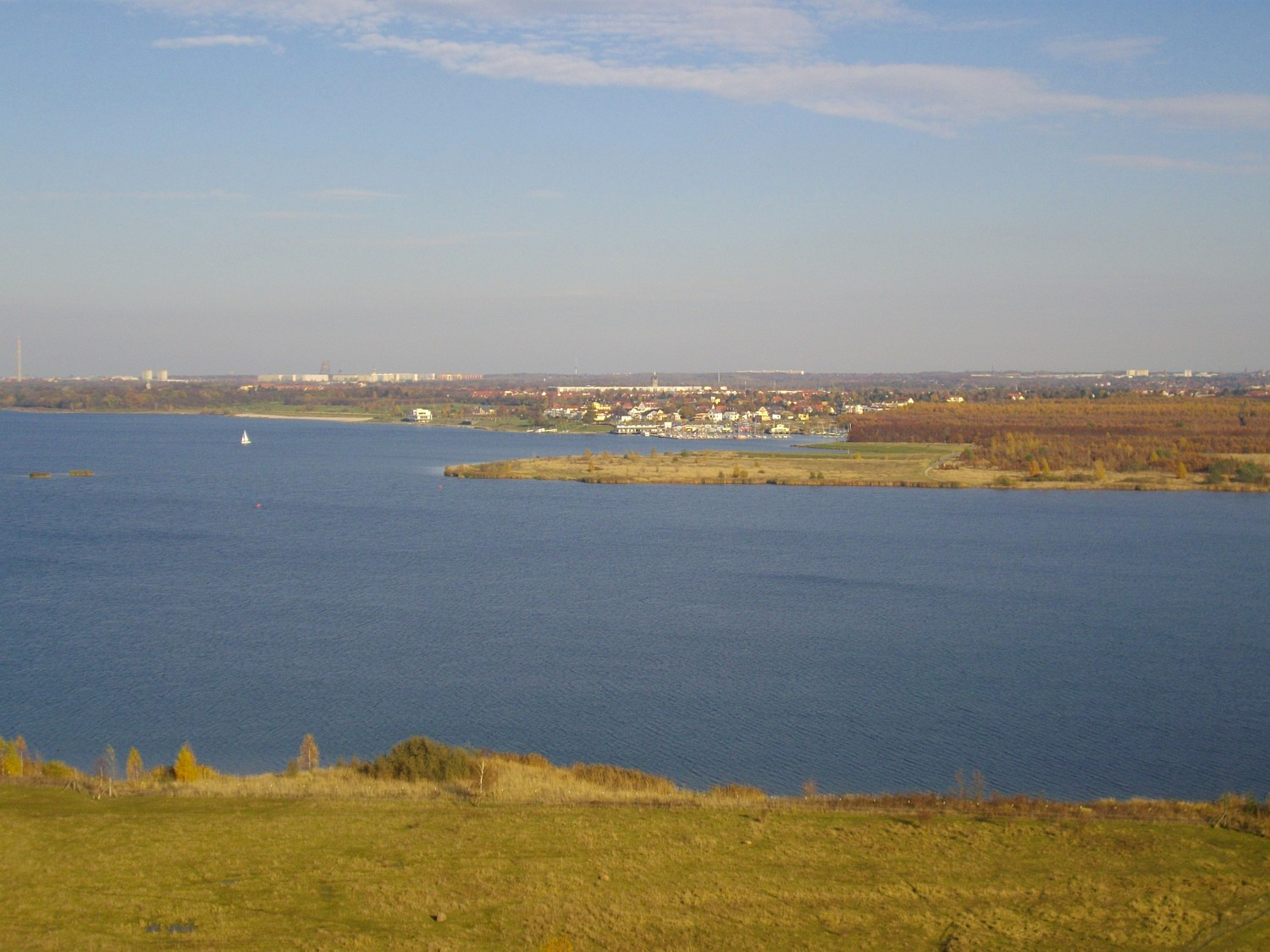
Blick vom Aussichtsturm Bistumshöhe über den Cospudener See, Richtung Hafen Zöbigker

Die Stadt besitzt mit dem Markkleeberger See und dem Cospudener See zwei weitere wichtige touristische Ziele. Rund um die Uferbereiche besteht ein großflächiges Netz an Rad- und Wanderwegen. Strände bieten im Sommer die Möglichkeit, sich zu erholen und zu baden. Von den Aussichtspunkten hat der Besucher einen Blick über die Seenlandschaft und in die Leipziger Umgebung. Am Markkleeberger See befindet sich eine der deutschlandweit modernsten Wildwasseranlagen, der Kanupark Markkleeberg. Dort gibt es mit dem Feriendorf Seepark Auenhain auch Anfänge einer touristischen Infrastruktur. In Markkleeberg-Ost wurde eine Panoramaplattform mit Promenade und Strandcafé angelegt. Am Cospudener See gibt es im Ortsteil Zöbigker einen großen Hafen mit Cafés, Geschäften, Touristeninformation, Promenade und dem Skulpturenpark. Am Südufer befindet sich eine Anhöhe mit dem Aussichtsturm Bistumshöhe. Unweit davon liegt der größte mitteldeutsche Freizeitpark Belantis mit seiner markanten Pyramide.
Darüber hinaus gewinnt das auf ehemaligem Bergbau-Abraumgelände neu aufgeforstete Mischwaldgebiet Neue Harth zunehmend an Bedeutung. Es führen mehrere ausgeschilderte Rundwege hindurch, die mit Informationstafeln bestückt sind. Im Winter ist Langlauf auf gespurten Loipen möglich. Die Neue Harth bietet zudem seltenen Pflanzen wie Johanniskraut und Orchideen ein Zuhause.
Ein großer Teil des Rad- und Wanderwegs Grüner Ring Leipzig befindet sich im Gebiet von Markkleeberg. Rund um die Stadt sind ausgedehnte Rad- und Wandertouren möglich, vorbei an Zwenkauer See und Störmthaler See in die weitere Umgebung. Seit 2004 findet alljährlich Anfang Mai die 7-Seen-Wanderung statt, die durch Vereine und das DRK auch professionell begleitet wird.
Auf der Strecke von Leipzig nach Rötha führt die Erlebnisroute „Fürstenstraße der Wettiner“ über Markkleeberg, das über Statz Friedrich von Fullen eine gewisse Beziehung zu den Wettinern hat. Von Fullen diente unter vier sächsischen Kurfürsten einschließlich August dem Starken und brachte es bis zum Geheimen Kriegsrat.

## Wirtschaft und Infrastruktur

### Verkehr

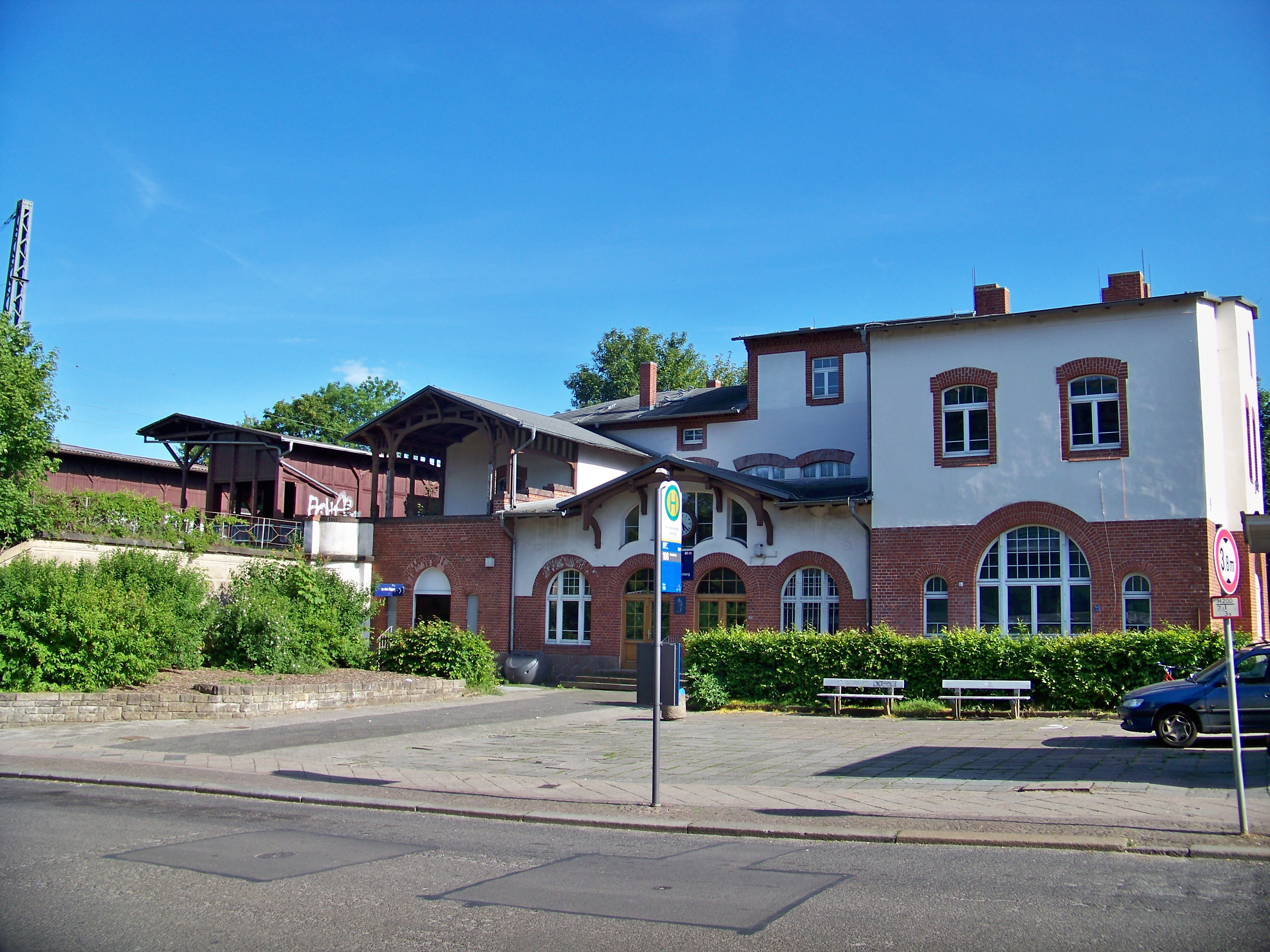
Bahnhofgebäude vor dem Umbau (2009)

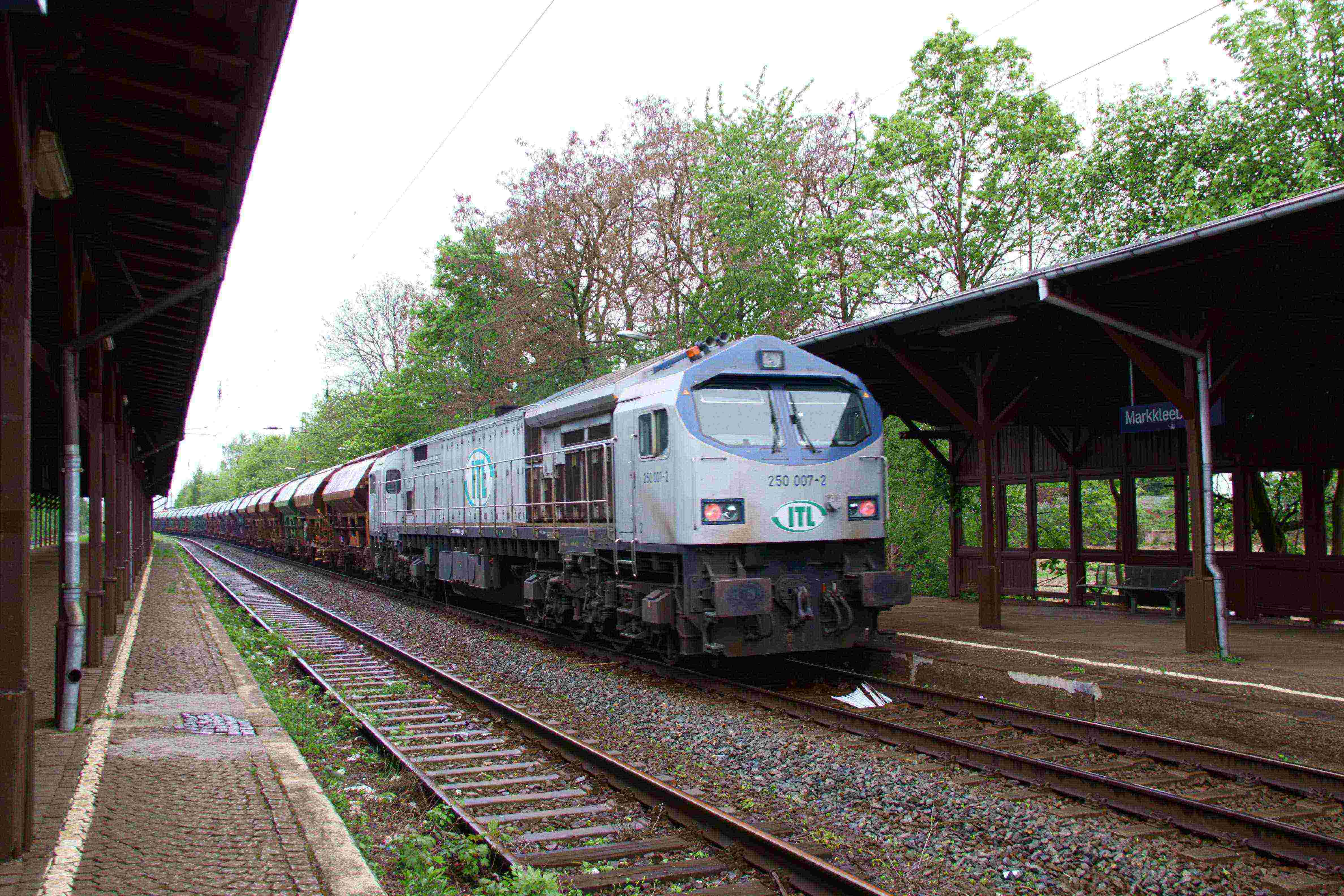
Gleise des alten Bahnhofs

Markkleeberg liegt an der Bahnstrecke Leipzig–Hof und an der Bahnstrecke Leipzig-Plagwitz–Markkleeberg-Gaschwitz. An der erstgenannten Bahnstrecke existieren mit Markkleeberg Nord, Markkleeberg und Markkleeberg-Großstädteln drei Haltepunkte und mit Markkleeberg-Gaschwitz ein Bahnhof. Auf dieser Strecke verkehren die S-Bahnlinien S 5 und 5X jeweils stündlich sowie die S 4 und S 6 im 30-Minuten-Takt. Über die S-Bahn Mitteldeutschland bestehen Anschlüsse nach Leipzig, Altenburg, Zwickau, Borna, Geithain, Halle (Saale), Taucha, Torgau und Hoyerswerda.

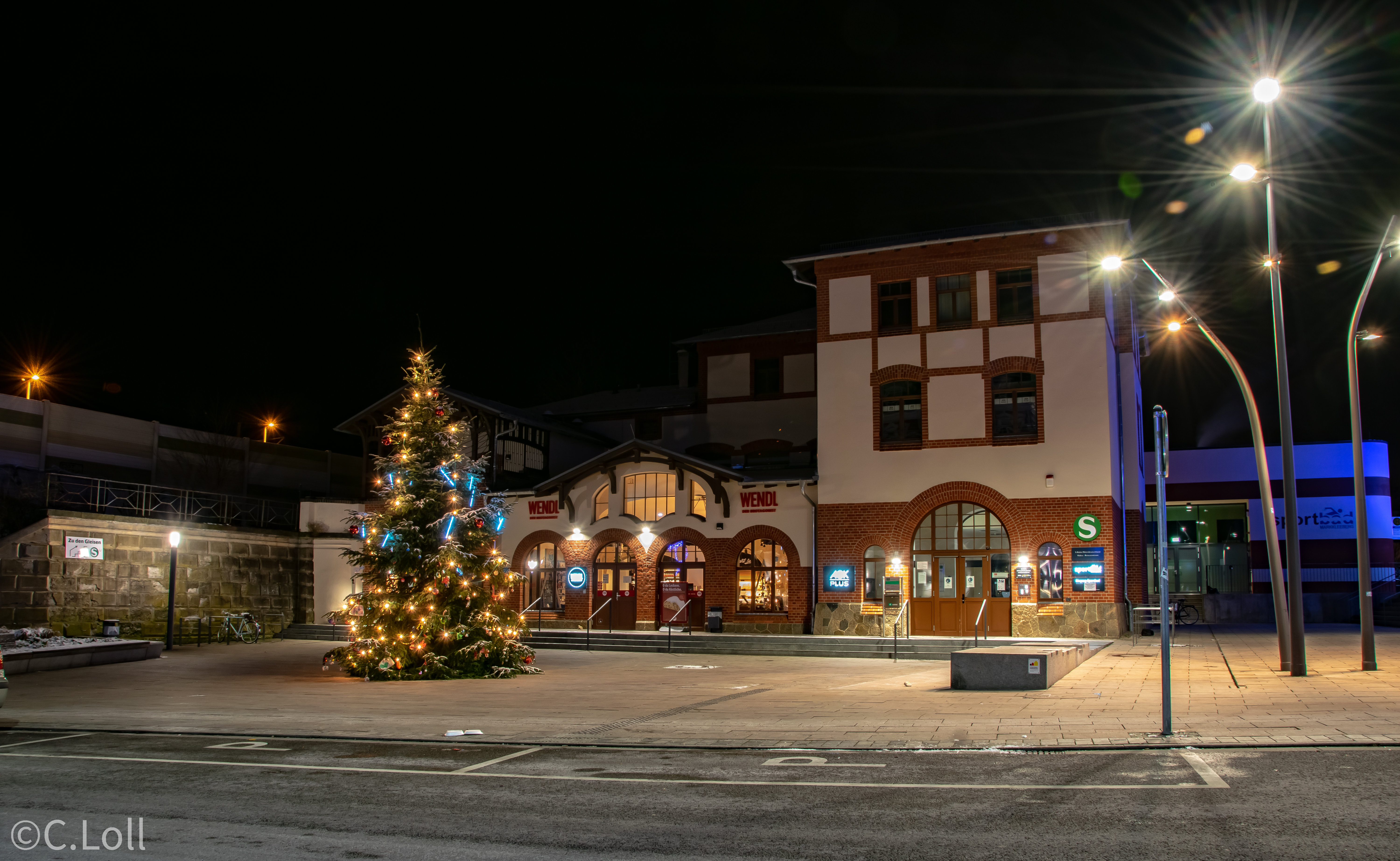
Bahnhofsvorplatz zur Weihnachtszeit (2021)

Vom 25. November 2012 bis zum 15. Dezember 2013 war der östliche Eisenbahnring zwischen Leipzig-Sellerhausen und Markkleeberg aufgrund von Bauarbeiten zur Einbindung des City-Tunnels komplett gesperrt. Aus diesem Grund wurde der gesamte Zugverkehr über die Bahnstrecke Leipzig-Plagwitz–Markkleeberg-Gaschwitz geleitet. Auch nach der Eröffnung des City-Tunnels wird die Strecke weiterhin für den Güterverkehr benutzt. Neben dem Bahnhof Markkleeberg-Gaschwitz liegen auch der Bahnhof Markkleeberg West und der Haltepunkt Markkleeberg Mitte an der Bahnstrecke Leipzig-Plagwitz–Markkleeberg-Gaschwitz.
Die Stadt Markkleeberg ist an das Straßenbahn- und Busnetz der Leipziger Verkehrsbetriebe angebunden. Die Straßenbahnlinie 11 verkehrt zwischen Schkeuditz und Markkleeberg-Ost und ist die längste Straßenbahnlinie der LVB. Bis 2015 verkehrte eine weitere Straßenbahnlinie nach Markkleeberg-West. Auf Grund des Konkurrenten S-Bahn Mitteldeutschland und eines mangelhaften Zustands der Gleise wurde die Straßenbahnlinie 9 durch die Buslinie 70 ersetzt, welche vom Connewitzer Kreuz nach Markkleeberg-West verlängert wurde und in Takt und Verlauf identisch ist.
Die Buslinien 65 (Markkleeberg–Markranstädt) und 108 (Markkleeberg–Leipzig-Probstheida) sind weitere wichtige Buslinien in Markkleeberg. Neben den Buslinien der Leipziger Verkehrsbetriebe verkehren in Markkleeberg mit der 100 (Markkleeberg–Zwenkau–Groitzsch), der 106 (Großstädteln–Leipzig-Probstheida bzw. Großstädteln–Auenhain–Störmthal–Böhlen) und der 107 (Leipzig-Connewitz–Markkleeberg–Zwenkau) auch Buslinien von Regionalbus Leipzig. Die Buslinie 106 verbindet Markkleeberg-Ost, Markkleeberg-Mitte und Markkleeberg-West untereinander. Sie verkehrt werktags im 30-Minuten-Takt.
Über die Anschlussstelle Leipzig-Süd ist Markkleeberg seit 2006 von der A 38 aus zu erreichen. Die B 2 führt als vierspurige Schnellstraße durch Markkleeberg und überquert dabei den agra-Park. Sie verbindet die A 38 mit dem Leipziger Zentrum.

### Bildung

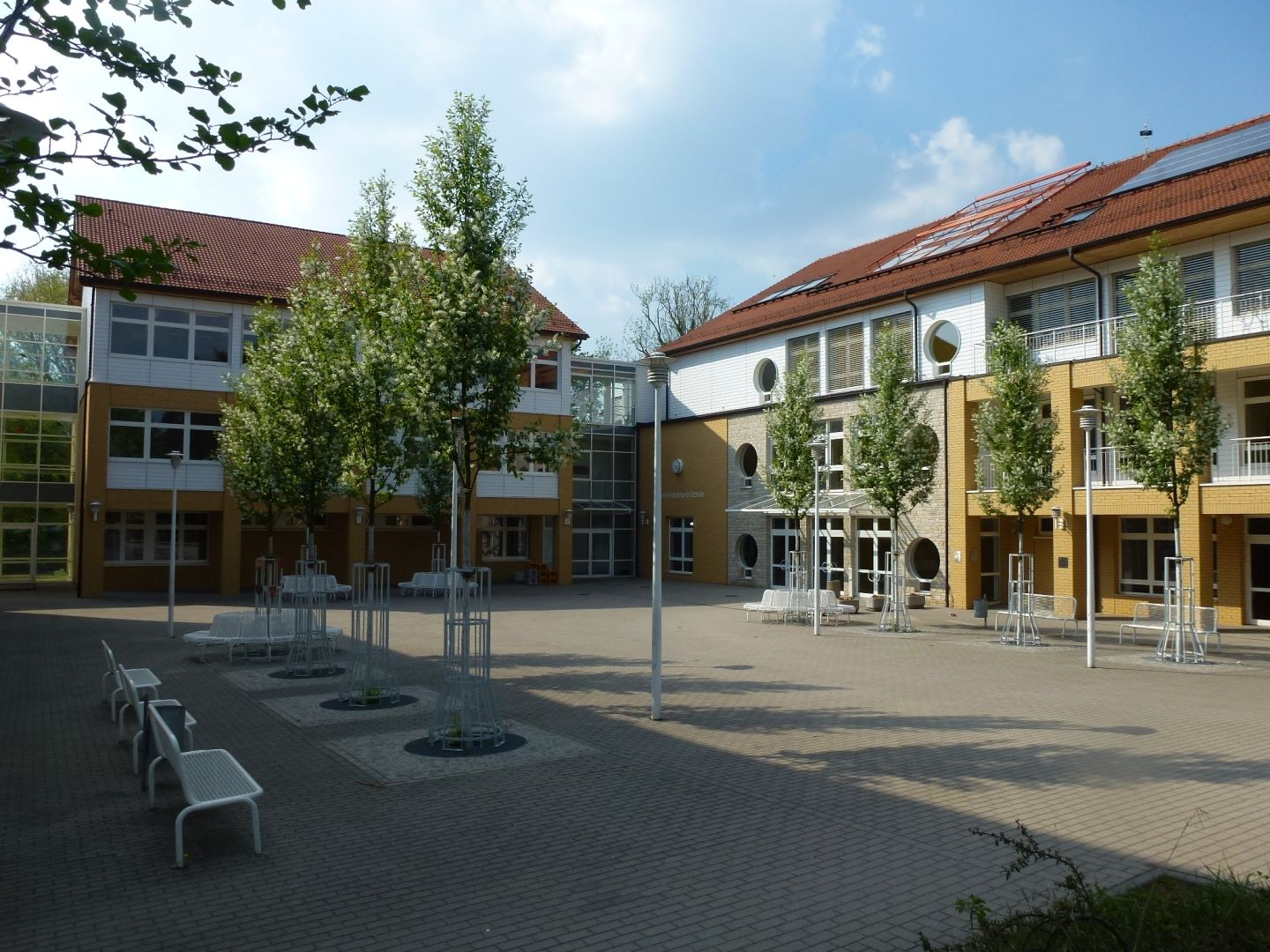
Rudolf-Hildebrand-Schule
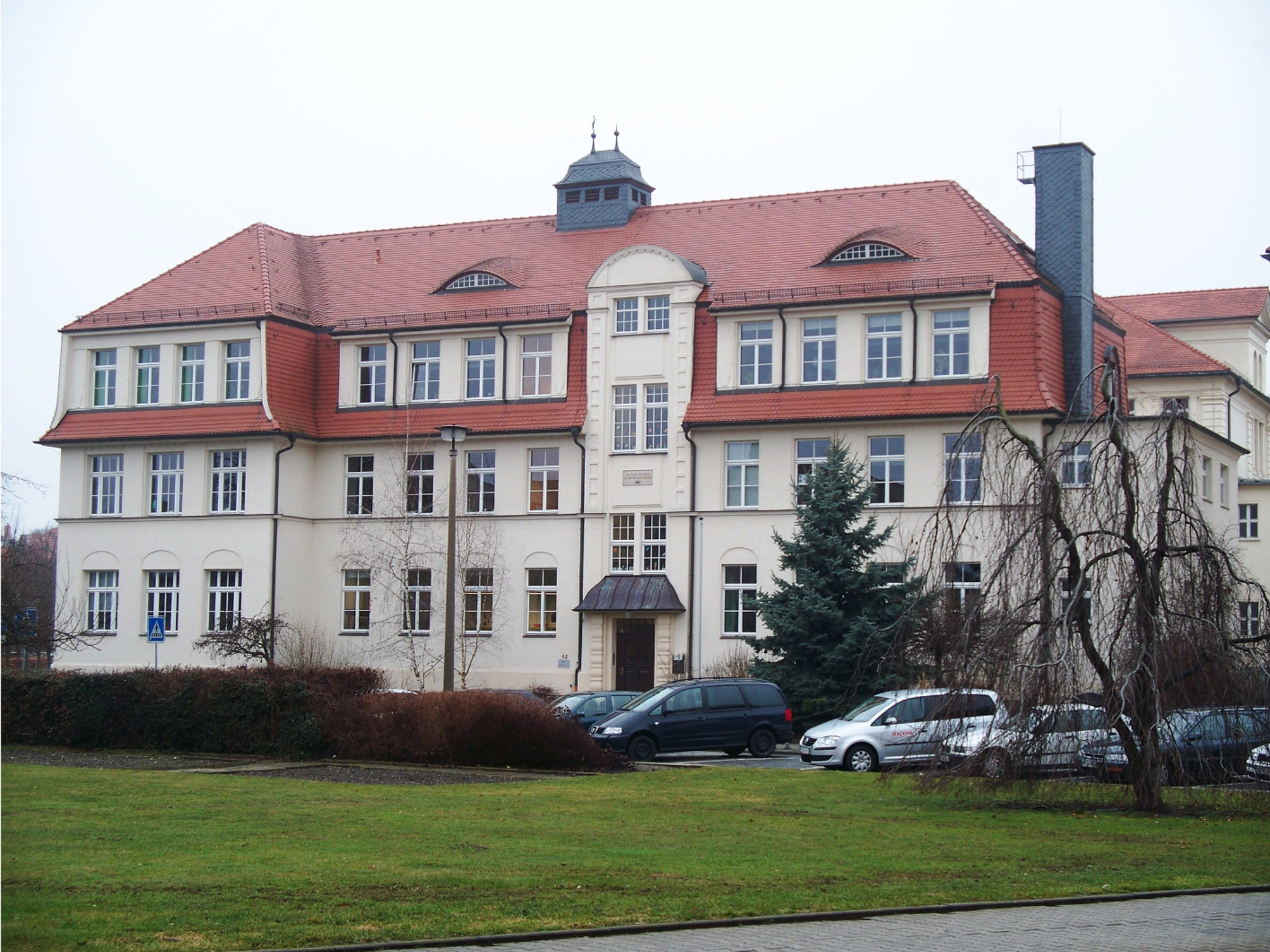
Grundschule M.-Mitte
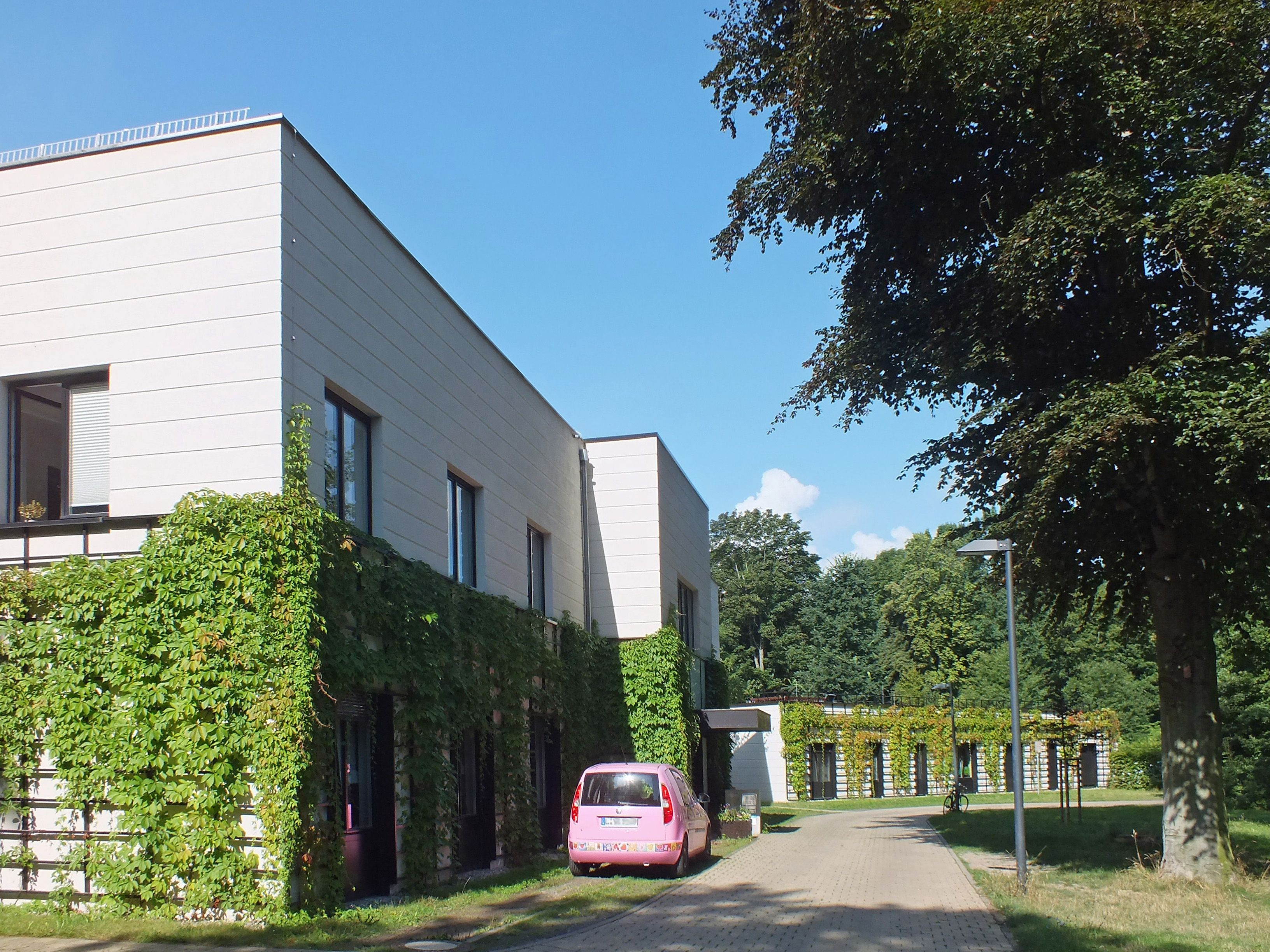
Kinderhospiz Bärenherz

In Markkleeberg gibt es vier Grundschulen, je eine in Markkleeberg-Ost, -Mitte und -West sowie in Großstädteln. In Markkleeberg-West befinden sich eine Oberschule und das Gymnasium, die Rudolf-Hildebrand-Schule mit Internat.

### Gesundheitswesen
Im Kees’schen Park befindet sich seit April 2008 das seit 2002 bestehende Kinderhospiz Bärenherz.

### Sport
Der Fußballverein Kickers 94 Markkleeberg, der 1994 als inoffizieller Nachfolge des insolventen 1. FC Markkleeberg gegründet wurde, spielt seit 2002 in der Sachsenliga. Die Volleyballer der TSG Markkleeberg machten durch den Aufstieg in die Dritte Liga auf sich aufmerksam. Aufgrund der Verkleinerung der Dritten Liga verpasste die Mannschaft den Klassenerhalt und spielt seitdem wieder in der Regionalliga. Auch die Volleyballerinnen der TSG, welche zur Saison 2018/19 vom SV Einheit Borna nach Markkleeberg gewechselt sind, spielen in der Regionalliga. Beide Volleyball-Mannschaften treten unter den Namen Neuseenland-Volleys Markkleeberg an.
Weitere Sportvereine der Stadt Markkleeberg sind:
- RFC Markkleeberg
- TSV 1886 Markkleeberg
- TV 1871 Markkleeberg
- SV Eiche Wachau
- SV Gaschwitz 09
- Reitverein agra Markkleeberg: Reitsport (Breitensport und Turniersport)

Zudem ist der Kanupark ein wichtiges Trainingszentrum des Kanusports.